# Maso di Banco
Pour les articles homonymes, voir Banco.

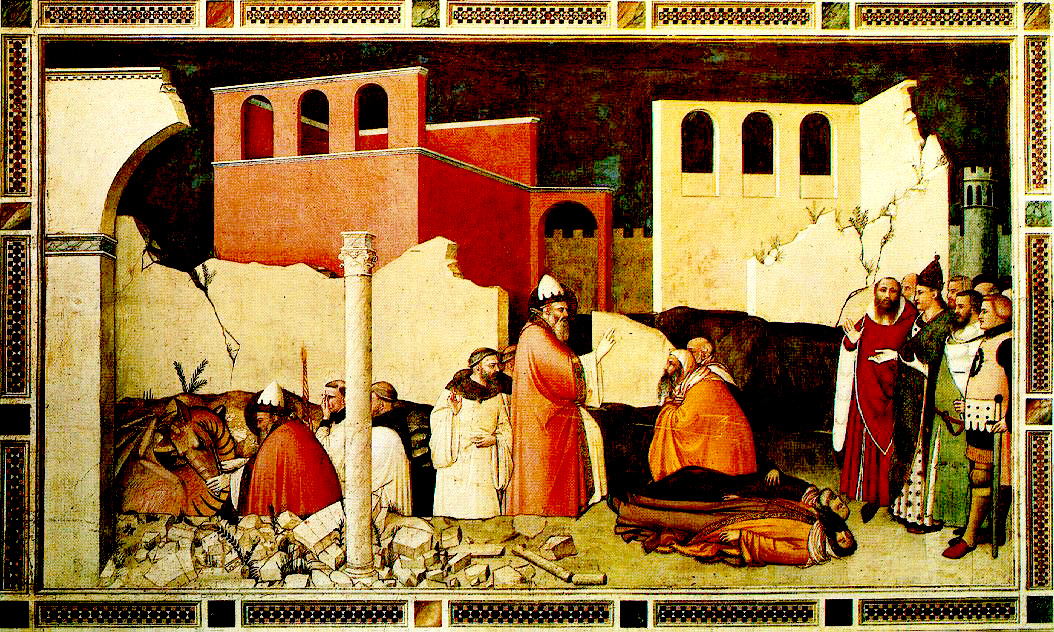
Saint Sylvestre ressuscitant deux mages - Santa Croce (Florence)

Maso di Banco ou Maso di Banco Giottino (? - 1348) est un peintre italien du XIVe siècle, l'un des plus actifs élèves de Giotto.

## Biographie
On connaît peu de sa vie si ce n'est qu'il est mort de la peste noire en 1348.
Sa présence est attestée dans les travaux de Giotto à l'église Santa Croce de Florence ainsi qu'à l'atelier de son maître.
Niccolò di Tommaso se serait formé dans son entourage, avant d'entrer dans l'atelier de Nardo di Cione.

## Œuvres
- Cycle de la vie de saint Sylvestre, chapelle Bardi à la Basilique Santa Croce de Florence
- Triptyque Balbott, New York, Brooklyn Museum
- Triptyque dont les panneaux sont dispersés de Prato entre les musées de Berlin, Budapest et Chantilly :
  - Vierge à la Ceinture, Staatliche Museum de Berlin-Dahlem,
  - Couronnement de la Vierge, musée des beaux-arts de Budapest,
  - Dormition de la Vierge, musée Condé, Chantilly (longtemps attribué à Giotto).
- Dans la Basilique Santa Maria Novella, le tombeau de Tedice Aliotti, évêque de Fiesole, mort en 1336 lui est attribué

## Sources
- (it) Cet article est partiellement ou en totalité issu de l’article de Wikipédia en italien intitulé « Maso di Banco » (voir la liste des auteurs).